# Brațul Măcin (sit SCI)
Brațul Măcin este o arie protejată (sit de importanță comunitară — SCI) din România, desemnată în scopul protejării biodiversității și menținerii într-o stare de conservare favorabilă a florei spontane și faunei sălbatice, precum și a habitatelor naturale de interes comunitar aflate în arealul zonei de protecție. Aceasta este întinsă pe o suprafață de 10.433,2 ha, integral pe uscat.

## Localizare
Situl se întinde pe teritoriile administrative ale județelor Brăila (Frecăței, Mărașu), Constanța (Ciobanu, Gârliciu, Hârșova) și  Tulcea (Carcaliu, Dăeni, Greci, Măcin, Ostrov, Peceneaga, Smârdan, Turcoaia). Centrul sitului Brațul Măcin este situat la coordonatele 44°52′04″N 28°07′08″E / 44.867642°N 28.118842°E.

## Înființare
Situl Brațul Măcin (ROSCI0012) a fost declarat sit de importanță comunitară în decembrie 2007 pentru a proteja 8 specii de animale. Acesta include aria protejată Parcul Natural Balta Mică a Brăilei.

## Biodiversitate
Situată în ecoregiunea de stepă a Dobrogei, aria protejată conține 8 habitate naturale:
Ape stătătoare, oligotrofe până la mezotrofe cu vegetația de Littorelletea uniflorae și/sau de Isoeto- Nanojuncetea, 
Ape puternic oligomezotrofe cu vegetația bentonică de Chara spp., Râuri cu maluri nămoloase cu vegetație de Chenopodian rubri și Bidentian p.p., Stepe ponto-sarmatice, Asociații de lizieră cu ierburi înalte hidrofile de la nivelul câmpiilor până la nivel montan și alpin, Pajiști aluviale ale văilor de râuri cu Cnidion dubii, Pajiști de altitudine joasă (Alopecurus pratensis, Sangiusorba officinalis și Galerii cu Salix alba și Populus alba .
La baza desemnării sitului se află o specie de plantă cunoscută sub denumirea populară de trifoiaș-de-baltă (Marsilea quadrifolia) și 18 specii faunistice protejate la nivel european sau aflate pe lista roșie a IUCN; astfel:
- amfibieni (2): buhai de baltă cu burtă roșie (Bombina bombina). triton cu creastă dobrogean (Triturus dobrogicus)
- mamifere (3): vidră de râu (Lutra lutra), dihor de stepă (Mustela eversmanii), popândău european (Spermophilus citellus)
- pești (11): rizeafcă (Alosa tanaica)[4], avat (Aspius aspius), zvârlugă (Cobitis taenia Complex), răspăr (Gymnocephalus schraetzer), țipar (Misgurnus fossilis), săbiță (Pelecus cultratus), boarță (Rhodeus amarus), porcușor de nisip (Romanogobio kesslerii), dunăriță (Sabanejewia bulgarica), fusar (Zingel streber), pietrar (Zingel zingel)
- reptile (2): țestoasa de baltă (Emys orbicularis), broasca țestoasă grecească (Testudo graeca)[2]

Pe lângă speciile protejate aflate la baza desemnării sitului, pe teritoriul acestuia au mai fost identificate 3 specii de plante: cimbrișor (Thymus zygioides), măciuca ciobanului (Echinops ritro ruthenicus) și ceapa ciorii (Ornithogalum amphibolum); și o lipitoare (Hirudo verbana) ce aparține unei clase de viermi din încrengătura anelidelor.